# Pablo Jarillo-Herrero
Pablo Jarillo-Herrero (Valencia, 11 de junio de 1976) es un físico español reconocido por sus investigaciones sobre el grafeno y la relevancia e impacto de sus trabajos seminales en la física de los materiales bidimensionales con propiedades electrónicas y magnéticas de interés.
Sus contribuciones pioneras han avanzado en la comprensión de las propiedades topológicas, Matematicasy superconductoras de los materiales bidimensionales y el desarrollo de dispositivos electrónicos.
Publicó el descubrimiento de que el grafeno se vuelve superconductor si varias de sus láminas se apilan rotadas con un cierto ángulo entre ambas, llamado el ángulo mágico.

## Biografía
Pablo Jarillo-Herrero nació en Valencia, España, en 1976 y en 1982 su familia se trasladó a Mislata, en el área metropolitana de Valencia. Es el segundo de cuatro hermanos.
Estudió la primaria en Valencia, en las Escuelas San José de la pista de Ademuz, y el Bachillerato (BUP y COU) en el Colegio de los Jesuitas junto al Botánico de Valencia.
En el instituto pensó en estudiar Biología o Ingeniería de Agrónomos.
Su profesor de Física le animó a inscribirse en las Olimpíadas de Bachillerato de Física que en 1994 se celebraron en Valencia. Pablo participó y se llevó una medalla de bronce iniciando su vocación por la Física.
Pablo Jarillo-Herrero se licenció en Física en la Universidad de Valencia (1999) con el premio final de carrera de Físicas de la Comunidad Valenciana.
En 2001 realizó estudios de posgrado en la Universidad de California en San Diego durante dos años mediante una beca. Se doctoró en 2005 en la Universidad Técnica de Delft, Holanda, teniendo como director de tesis a Leo Kouwenhoven, que le orientó a unas investigaciones sobre grafeno en el Reino Unido. Pablo Jarillo-Herrero viajó a Mánchester en dos ocasiones para que Andre Geim y Konstantín Novosiólov le enseñasen en unas horas la técnica para extraer láminas de grafeno desde grafito utilizando cinta adhesiva. Posteriormente los dos investigadores de origen ruso recibieron el premio Nobel en 2010 por sus innovadores experimentos del material bidimensional grafeno.
Trabajó un año como investigador posdoctoral en la Universidad de Columbia, en Nueva York. Durante un congreso de Física en Seattle fue descubierto por reclutadores y recibió dos ofertas de trabajo, una de la Universidad de Harvard y otra del MIT.
En 2008 se incorporó al Instituto Tecnológico de Massachusetts (MIT) como profesor e investigador, donde estudia las propiedades electrónicas y ópticas de materiales bidimensionales como el grafeno en el Área de Física de la Materia Condensada del Departamento de Física.
En 2018 fue ascendido a catedrático (full professor) en el MIT.

## Grafeno de ángulo mágico

Estructura de banda electrónica del grafeno. Las bandas de conducción y valencia se tocan en seis vértices de la zona Brillouin hexagonal y forman los conos de Dirac.

Patrones de muaré en dos láminas de grafeno rotando.

En sus últimas investigaciones se han destacado sus aportaciones «sobre transistores cuánticos en nanotubos de carbono» y la superconductividad que ofrece «un sistema sencillo de dos láminas de grafeno» cuando gira una sobre otra con un ángulo de 1,1 grados. A este descubrimiento se le ha apodado el «giro mágico» o grafeno de ángulo mágico (MAG: Magic Angle Graphene). El descubrimiento abrió la puerta al estudio de fenómenos similares en otros materiales bidimensionales y podría ayudar a entender la superconductividad de alta temperatura, un fenómeno sobre el que los físicos trabajan desde hace décadas y que podría desencadenar una auténtica revolución energética, al abrir la puerta a una producción de electricidad sin resistencia, mucho más eficiente y sostenible.
El grupo de Jarillo-Herrero consiguió grafeno superconductor a una temperatura de 1.7 kelvin (-271.45 C).
El descubrimiento permite crear transistores superconductores que se podrían aplicar a la computación clásica criogénica a temperaturas próximas a 4 K, la computación cuántica y la computación cuántica topológica.
En 2018 Jarillo-Herrero presentó una plataforma 2D para investigar física fuertemente correlacionada (strongly correlated physics), basada en láminas de grafeno superpuestas para crear patrones de muaré («moiré patterns»). Cuando dos láminas de grafeno se giran un ángulo próximo al ángulo mágico predicho teóricamente por Allan MacDonald y Rafi Bistritzer,
 la estructura resultante de banda plana cerca del punto de Dirac da lugar a un sistema electrónico fuertemente correlacionado. Su investigación demostró una superconductividad ajustable eléctricamente en un sistema de carbono puro sin aplicar ningún campo magnético.
La técnica que desarrolló consistía en tomar una placa de vidrio superior a la que se pegaba un polímero transparente por abajo. En la parte inferior del dispositivo se colocaba un sustrato con una lámina de Nitruro de Boro (h-BN) de unos 10 nm. La parte superior bajaba hasta tocar el sustrato y se pegaba al polímero por ser adhesivo. La parte inferior se retiraba y se sustituía por otro sustrato en el que había una lámina de grafeno. La parte superior bajaba hasta tocar media superficie del grafeno. Una vez pegado el grafeno, la parte superior se levantaba rompiendo media lámina de grafeno. En ese momento las redes atómicas de las dos mitades de grafeno estaban alineadas y se podía rotar una respecto a la otra el ángulo deseado. Una vez hecha la rotación se ponían en contacto las dos láminas y quedaban adheridas. El material resultante tenía propiedades muy diferentes al grafeno.
Su publicación de más impacto, con 1192 citas hasta octubre de 2020, fue «Correlated insulator behaviour at half-filling in magic-angle graphene superlattices» publicada el 5 de marzo de 2018 en la revista Nature. Provocó una avalancha de publicaciones en su campo.

## Fotónica
En 2015 el grupo de Jarillo-Herrero en colaboración con otros publicó el estudio «Generation of photovoltage in graphene on a femtosecond timescale through efficient carrier heating» (Generación de fotovoltaje en grafeno en la escala de femtosegundos a través del calentamiento de un conductor eficiente) en la revista Nature Nanotechnology.  Crearon un dispositivo fotodetector basado en grafeno que convertía la luz absorbida en voltaje eléctrico a muy alta velocidad (en menos de 50 femtosegundos).

## Optoelectrónica
En 2017 el grupo de Jarillo-Herrero publicó un artículo describiendo un led integrado en chips CMOS que puede funcionar como emisor o detector de luz. El dispositivo estaba creado con el semiconductor bidimensional MoTe2, que a diferencia de los semiconductores convencionales, se podía apilar sobre obleas de silicio. El MoTe2 emite luz en el rango infrarrojo, que no es absorbida por el silicio, y por tanto se puede usar para la comunicación en el chip. Esto representaba un avance ya que en los semiconductores convencionales hay que introducir impurezas en el material para producir el diodo, mientras que en este sistema se podía crear el diodo eléctricamente sin introducir impurezas. El trabajo era una prueba de concepto de integración de materiales 2D y fotónica de silicio Si-CMOS.
El artículo se tituló «A MoTe2-based light-emitting diode and photodetector for silicon photonic integrated circuits» (Un diodo led y fotodetector basado en MoTe2 para circuitos integrados fotónicos de silicio) y se publicó en octubre de 2017 en la revista Nature Nanotechnology.

## Computación cuántica
En 2019 el grupo de Jarillo-Herrero en colaboración con otros científicos estadounidenses publicaron el primer cúbit (quantum bit) de grafeno superconductor, que podría usarse para ordenadores cuánticos. En ese cúbit usaron superconductores clásicos pegados a grafeno, en lugar de grafeno superconductor.

## Premios y reconocimientos
Entre los premios y reconocimientos que ha recibido se encuentran, entre otros:
- Premio a Investigadores Noveles de 2006 de la Real Sociedad Española de Física.
- Presidential Early Career Award for Scientists and Engineers (PECASE) 2012, otorgado por el presidente de Estados Unidos, Barack Obama, el premio más prestigioso que el gobierno estadounidense da a un joven investigador.[1]
- ONR Young Investigator Award de 2013.[20]
- Premio Oliver E. Buckley de Materia Condensada 2020, por el descubrimiento de la superconductividad del grafeno cuando se apila en dos capas orientadas en ángulo.[21]
- Premio Wolf en Física en 2020, junto con Allan H. MacDonald y Rafi Bistritzer.[8]
- Medalla de Física Real Sociedad Española de Física–Premio Fundación BBVA por la «relevancia e impacto de sus trabajos seminales en la física de los materiales bidimensionales», y en concreto por el descubrimiento de la superconductividad en capas giradas de grafeno, considerado «uno de los hitos más importantes de la física de la materia condensada en los últimos años».[10]
- Medalla Lise Meitner (2021) otorgada por el comité Nobel de Física de la Real Academia Sueca de las Ciencias.
- Premio Max Planck Humboldt de Investigación 2022.
- Premio Dan Maydan en Nanociencia 2022 por la Universidad Hebrea de Jerusalén.
- Premio Richard E. Prange 2023 de la Universidad de Maryland.
- Elegido en 2022 miembro extranjero de la Academia Nacional de las Ciencias (NAS) de USA .
- Elegido en 2023 miembro extranjero de la Real Academia de las Ciencias de España.
- Medalla Ramón y Cajal 2023 de la Real Academia de las Ciencias de España.
- Premio Alumni-Plus Insigne 2023 por la Universidad de Valencia.

## Vida personal
De joven era aficionado a la lectura, el judo, y el baile.
Se casó con una valenciana licenciada en Física con la que tuvo dos hijas y un hijo. Le gusta cocinar paellas.

## Trabajos
- Jarillo-Herrero, Pablo; Kong, Jing; van der Zant, Herre S.J.; Dekker, Cees; Kouwenhoven, Leo P.; De Franceschi, Silvano (2005). «Orbital Kondo effect in carbon nanotubes».  En Springer Science and Business Media LLC, ed. Nature 434 (7032): 484-488. ISSN 0028-0836. arXiv:cond-mat/0504059. doi:10.1038/nature03422.

- Jarillo-Herrero, Pablo; van Dam, Jorden A.; Kouwenhoven, Leo P. (2006). «Quantum supercurrent transistors in carbon nanotubes».  En Springer Science and Business Media LLC, ed. Nature 439 (7079): 953-956. ISSN 0028-0836. arXiv:cond-mat/0601434. doi:10.1038/nature04550.

- Özyilmaz, Barbaros; Jarillo-Herrero, Pablo; Efetov, Dmitri; Abanin, Dmitry A.; Levitov, Leonid S.; Kim, Philip (17 de octubre de 2007). «Electronic Transport and Quantum Hall Effect in Bipolar Graphene p−n−p Junctions».  En American Physical Society (APS), ed. Physical Review Letters 99 (16): 166804. ISSN 0031-9007. arXiv:0705.3044. doi:10.1103/physrevlett.99.166804.

- Heersche, Hubert B.; Jarillo-Herrero, Pablo; Oostinga, Jeroen B.; Vandersypen, Lieven M. K.; Morpurgo, Alberto F. (2007). «Bipolar supercurrent in graphene».  En Springer Science and Business Media LLC, ed. Nature 446 (7131): 56-59. ISSN 0028-0836. arXiv:cond-mat/0612121. doi:10.1038/nature05555.

- Gabor, N. M.; Song, J. C. W.; Ma, Q.; Nair, N. L.; Taychatanapat, T.; Watanabe, K.; Taniguchi, T.; Levitov, L. S. et al. (6 de octubre de 2011). «Hot Carrier-Assisted Intrinsic Photoresponse in Graphene».  En American Association for the Advancement of Science (AAAS), ed. Science 334 (6056): 648-652. ISSN 0036-8075. arXiv:1108.3826. doi:10.1126/science.1211384.

- Hunt, B.; Sanchez-Yamagishi, J. D.; Young, A. F.; Yankowitz, M.; LeRoy, B. J.; Watanabe, K.; Taniguchi, T.; Moon, P.; Koshino, M.; Jarillo-Herrero, P.; Ashoori, R. C. (16 de mayo de 2013). «Massive Dirac Fermions and Hofstadter Butterfly in a van der Waals Heterostructure».  En American Association for the Advancement of Science (AAAS), ed. Science 340 (6139): 1427-1430. ISSN 0036-8075. arXiv:1303.6942. doi:10.1126/science.1237240.

- Dai, S.; Fei, Z.; Ma, Q.; Rodin, A. S.; Wagner, M.; McLeod, A. S.; Liu, M. K.; Gannett, W.; Regan, W.; Watanabe, K.; Taniguchi, T.; Thiemens, M.; Dominguez, G.; Neto, A. H. C.; Zettl, A.; Keilmann, F.; Jarillo-Herrero, P.; Fogler, M. M.; Basov, D. N. (6 de marzo de 2014). «Tunable Phonon Polaritons in Atomically Thin van der Waals Crystals of Boron Nitride».  En American Association for the Advancement of Science (AAAS), ed. Science 343 (6175): 1125-1129. ISSN 0036-8075. doi:10.1126/science.1246833.

- Bretheau, Landry; Wang, Joel I-Jan; Pisoni, Riccardo; Watanabe, Kenji; Taniguchi, Takashi; Jarillo-Herrero, Pablo (1 de mayo de 2017). «Tunnelling spectroscopy of Andreev states in graphene».  En Springer Science and Business Media LLC, ed. Nature Physics 13 (8): 756-760. ISSN 1745-2473. doi:10.1038/nphys4110.

- Sanchez-Yamagishi, Javier D.; Luo, Jason Y.; Young, Andrea F.; Hunt, Benjamin M.; Watanabe, Kenji; Taniguchi, Takashi; Ashoori, Raymond C.; Jarillo-Herrero, Pablo (31 de octubre de 2016). «Helical edge states and fractional quantum Hall effect in a graphene electron–hole bilayer».  En Springer Science and Business Media LLC, ed. Nature Nanotechnology 12 (2): 118-122. ISSN 1748-3387. arXiv:1602.06815. doi:10.1038/nnano.2016.214.

- Klein, D. R.; MacNeill, D.; Lado, J. L.; Soriano, D.; Navarro-Moratalla, E.; Watanabe, K.; Taniguchi, T.; Manni, S.; Canfield, P.; Fernández-Rossier, J.; Jarillo-Herrero, P. (3 de mayo de 2018). «Probing magnetism in 2D van der Waals crystalline insulators via electron tunneling».  En American Association for the Advancement of Science (AAAS), ed. Science 360 (6394): 1218-1222. ISSN 0036-8075. arXiv:1801.10075. doi:10.1126/science.aar3617.

- Huang, Bevin; Clark, Genevieve; Klein, Dahlia R.; MacNeill, David; Navarro-Moratalla, Efrén; Seyler, Kyle L.; Wilson, Nathan; McGuire, Michael A.; Cobden, David H.; Xiao, Di; Yao, Wang; Jarillo-Herrero, Pablo; Xu, Xiaodong (23 de abril de 2018). «Electrical control of 2D magnetism in bilayer CrI3».  En Springer Science and Business Media LLC, ed. Nature Nanotechnology 13 (7): 544-548. ISSN 1748-3387. arXiv:1802.06979. doi:10.1038/s41565-018-0121-3.

- Cao, Yuan; Fatemi, Valla; Demir, Ahmet; Fang, Shiang; Tomarken, Spencer L.; Luo, Jason Y.; Sanchez-Yamagishi, Javier D.; Watanabe, Kenji; Taniguchi, Takashi; Kaxiras, Efthimios; Ashoori, Ray C.; Jarillo-Herrero, Pablo (5 de marzo de 2018). «Correlated insulator behaviour at half-filling in magic-angle graphene superlattices».  En Springer Science and Business Media LLC, ed. Nature 556 (7699): 80-84. ISSN 0028-0836. arXiv:1802.00553. doi:10.1038/nature26154.

- Wu, Sanfeng; Fatemi, Valla; Gibson, Quinn D.; Watanabe, Kenji; Taniguchi, Takashi; Cava, Robert J.; Jarillo-Herrero, Pablo (4 de enero de 2018). «Observation of the quantum spin Hall effect up to 100 kelvin in a monolayer crystal».  En American Association for the Advancement of Science (AAAS), ed. Science 359 (6371): 76-79. ISSN 0036-8075. arXiv:1711.03584. doi:10.1126/science.aan6003.

- Seyler, Kyle L.; Zhong, Ding; Klein, Dahlia R.; Gao, Shiyuan; Zhang, Xiaoou; Huang, Bevin; Navarro-Moratalla, Efrén; Yang, Li; Cobden, David H.; McGuire, Michael A.; Yao, Wang; Xiao, Di; Jarillo-Herrero, Pablo; Xu, Xiaodong (4 de febrero de 2017). «Ligand-field helical luminescence in a 2D ferromagnetic insulator».  En SpringerScience and Business Media LLC, ed. Nature Physics 14 (3): 277-281. ISSN 1745-2473. arXiv:1710.05550. doi:10.1038/s41567-017-0006-7.